# Wibatech-LMGK Ziemia Brzeska/Saison 2012
Dieser Artikel listet Erfolge und Fahrer des Radsportteams Wibatech-LMGK Ziemia Brzeska in der Saison 2012 auf.

## Mannschaft
| Name                | Geburtstag       | Nationalität | Team 2011              |
| ------------------- | ---------------- | ------------ | ---------------------- |
| Andrzej Bartkiewicz | 24. Oktober 1991 | Polen        | Neoprofi               |
| Dorian Bartkiewicz  | 22. Juni 1991    | Polen        | Neoprofi               |
| Josef Černý         | 11. Mai 1993     | Tschechien   | Neoprofi               |
| Jakub Foltyn        | 12. März 1992    | Polen        | Neoprofi               |
| Rafał Krol          | 23. Januar 1993  | Polen        | Neoprofi               |
| Kamil Migdoł        | 7. Januar 1991   | Polen        | Neoprofi               |
| Łukasz Osiecki      | 5. April 1990    | Polen        | Mróz Active Jet (2010) |
| Paweł Pac           | 8. November 1989 | Polen        | Neoprofi               |
| Leszek Pluciński    | 3. Juni 1990     | Polen        | Neoprofi               |
| Sjarhej Safonou     | 3. Juli 1990     | Belarus      | Legia-Felt             |
| Marcin Wolski       | 8. Juni 1984     | Polen        | Team Worldofbike.Gr    |